# Библейский Джон
«Библе́йский Джон» (англ. Bible John) — неизвестный серийный убийца, предположительно действовавший в Шотландии в 1968—1969 годах. Причастен по меньшей мере к трём убийствам.

## Убийства

Вторая жертва «Библейского Джона» Джемайма Макдональд

23 февраля 1968 года была убита 25-летняя Патришия Докер (англ. Patricia Docker). Девушка была задушена. Ночь накануне смерти она провела в танцклубе «Majestic Ballroom» на Хоуп-стрит, Глазго.
15 августа 1969 года была задушена 32-летняя Джемайма Макдональд (англ. Jemima McDonald). Накануне она посетила  танцклуб «Barrowland Ballroom». На следующий день её нашли в старом здании задушенной собственными чулками. Свидетели заявили, что видели её покидающей клуб в полночь вместе с высоким стройным рыжеволосым мужчиной.
31 октября 1969 года 29-летняя Хелен Патток (англ. Helen Puttock) была найдена убитой. За ночь до этого она была в «Barrowland Ballroom» со свой сестрой Джейн. Они встретили двух парней, обоих звали Джон. Первый сказал, что он из Каслмилка, второй не сказал о том, откуда он. После того, как они провели в компании более часа, они решили отправиться домой. «Каслмилкский» Джон отправился на «Джордж-сквер», чтобы поймать автобус. Другой Джон и обе сестры сели в такси. В районе скотстауна Джейн вышла, а такси продолжило свой путь к дому Хелен через Эрл-стрит. Ранним утром её тело нашёл человек, выгуливающий свою собаку.
Джейн описала убийцу как высокого рыжеволосого стройного молодого человека, который был очень вежлив, хорошо одет. Он представился как «Джон Темплтон» или «Семплсон» и очень часто цитировал Библию. Он сказал, что не пьёт на Хогманай, а молится. Его отец верил, что танцевальные залы — притоны беззакония.
Возможно, последний раз его видели выходящим из автобуса на «Грейнджер-Таун» на «Сошихолл-стрит» около 1:30 ночи. Последний раз его видели на пароме, плывущем через реку Клайд к югу города.
Во всех случаях жертвами убийств стали брюнетки, одетые в тёмное. Все убитые женщины посещали дискотеку в г. Глазго, у всех были менструации, а около их тел были найдены тампоны и гигиенические салфетки. Их сумки пропали.

## Подозреваемый
В 1996 году полиция эксгумировала тело похороненного на Ланаркширском кладбище Джона Ирвина Макиннеса, двоюродного брата одного из подозреваемых. Макиннес, служивший в шотландской гвардии, совершил самоубийство в 41 год в 1981 году. Полиция провела тест на совпадение ДНК, сравнив анализы со спермой, найденной на чулках Хелен. Результаты не совпали полностью. Адвокат указал на недостаточность улик.
12 декабря 2004 года полиция объявила, что они брали тест ДНК у некоторых мужчин в надежде раскрыть дело, и двумя годами ранее на месте незначительного преступления был найден образец, совпадающий на 80 %.
Убийства остались нераскрытыми[когда?]. Полиция проверяет на причастность к преступлениям шотландского серийного убийцу Питера Тобина, в 1968—1969 годах находившегося в Глазго. Официальные обвинения по делу «Библейского Джона» не предъявлены до сих пор.

## В культуре
- Иэн Ренкин. Цикл романов об инспекторе Ребусе. Чёрное и синее (1997)